# Juan de Mendoza y Alarcón

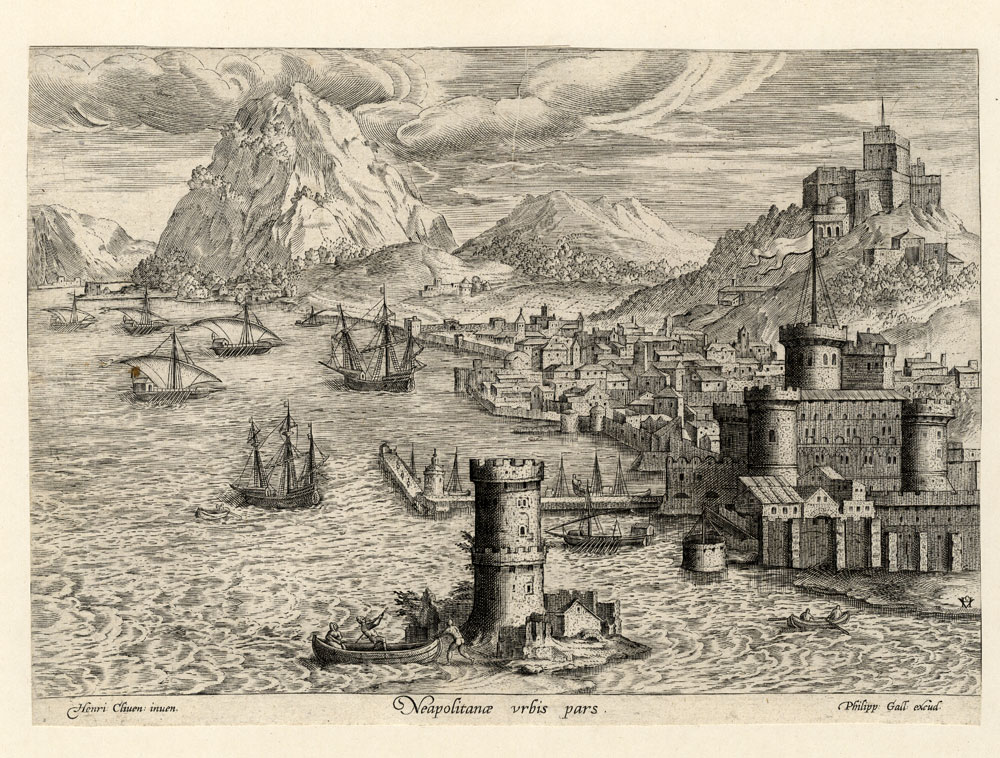
Vista del puerto de Nápoles, con Castel Nuovo (de donde fue castellano Juan) a la derecha; en un grabado de 1575.

Juan de Mendoza y Alarcón (en italiano, Giovanni di Mendoza) (Nápoles, 1530-Marino, 21 de septiembre de 1596) fue un noble, cortesano y militar italiano de origen español, que acabó ingresando en la Compañía de Jesús.  

## Biografía
Era hijo de Pedro González de Mendoza y de Isabel Ruiz de Alarcón. Su padre fue un militar al servicio de Carlos I de España, destacando servicios especialmente en las Guerras de Italia, en concreto en la segunda Guerra de Nápoles. Pedro González de Mendoza a ser castellano de la fortaleza de Castel Nuovo.
Juan tuvo otros hermanos: 
- Ferdinando.
- Alvaro, sucedió a su hermano como castellano de Castel Nuovo cuando este entró en la Compañía de Jesús.
- Ana, casada en primeras nupcias con Lelio Carafa, marqués de Arienzo, sin descendencia; y en segundas nupcias con Carlo Caracciolo, conde de Sant’Angelo dei Lombardi, con descendencia.[2]
- Rodrigo, casado con Dianora Sanseverino.
- Francesco, casado con Vittoria Brancaccio.

Su padre era amigo de Pedro de Toledo; virrey de Nápoles desde 1532 hasta 1553. El joven Juan estuvo al servicio del don Pedro en la corte virreinal como paje y gentilhombre.
Juan llegó a suceder a su padre como castellano de la importante fortaleza de Castel Nuovo situada en plena ciudad de Nápoles. 
El 7 de febrero de 1556 salió discretamente de Castel Nuovo acompañado solo por un esclavo no católico. Su destino era ser admitido como novicio en la Compañía de Jesús, en concreto en el que era entonces su único colegio en la ciudad, el colegio del Gesú, fundado tan solo dos años antes. Ese día 7 de febrero de 1556 había entrado solemnemente en la ciudad el flamante virrey de Nápoles, Fernando Álvarez de Toledo, III duque de Alba, por lo que su salida pasó desapercibida en un primer momento. El rector del colegio no quiso admitirle como en un primer momento hasta contar con la aprobación tanto de Felipe II como de Ignacio de Loyola, dada la calidad de Juan. Estas dos autorizaciones llegaron pasado un tiempo y Juan fue recibido como novicio jesuita. Juan sería trasladado en ese mismo año de 1556 a Roma, estando ya en la casa profesa de Roma en marzo de 1556, sirviendo en la cocina. Posteriormente enfermó y en 1557 se decidió su traslado a Nápoles para mejorar su estado de salud. Murió durante este viaje en la localidad de Marino, cerca del Lago Albano en el camino a Nápoles. 
Su cuerpo fue llevado a Roma, donde fue enterrado junto a Ignacio de Loyola (que había muerto el 31 de julio de 1556) en la hoy desaparecida iglesia de Santa María della Strada (sobre esta iglesia se construyó la actual iglesia del Gesú, templo de la Casa Profesa de la Compañía en Roma). 